# Régine Pernoud
Régine Pernoud   (Château-Chinon, 17 de juny de 1909 - 7è districte de París, 22 d'abril de 1998) va ser una historiadora medievalista, doctora en lletres i arxivera francesa.
Va ser conservadora honorària dels Arxius Nacionals de França. El 1929 va llicenciar-se en lletres de la Universitat d'Aix-en-Provence. Obtindria també el seu doctorat en lletres de l'École Nationale des Chartes i de l'École du Louvre. Va ser conservadora del Museu de Reims el 1947 i dos anys més tard del Museu d'Història Francesa. Va ser una especialista mundialment reconeguda en història de l'edat mitjana.
És coneguda per les seves extensives investigacions sobre Joana d'Arc i sobre la posició social de la dona a l'edat mitjana. Va estudiar el personatge de Petronilla Chemillé, que va dirigir l'Abadia de Fontevrault amb només 22 anys. Va treballar fonamentalment com a historiadora medieval, però també va publicar diverses obres de caràcter més popular. El 1967 va ser membre fundadora de l'Acadèmia del Morvan i el 1978 va rebre el Gran Premi de la Ciutat de París, El 1997 l'Acadèmia Francesa li va concedir un premi a la seva trajectòria.

## Obres
- Lumière du Moyen Âge (1944)
- Les gaulois (1957)
- Les Croisés (1959)
- Histoire de la bourgeoisie en France (1960-62, dos volums)
- Aliénor d'Aquitaine (1966)
- Les Templiers (1974)
- La femme au temps des cathédrales (1980).